# Christoph Eberhard Friedrich von Degenfeld
Christoph Eberhard Friedrich von Degenfeld (* 25. Januar 1737 in Ehrstädt; † 12. März 1792 auf Schloss Neuhaus) war Grundherr auf Neuhaus, Mitherr zu Ehrstädt, auf dem Eulenhof, auf dem Unterbiegelhof, zu Waibstadt und zu Wagenbach. Er war kaiserlicher Rat und Ritterrat im Ritterkanton Kraichgau. Von 1784 bis zu seinem Tod war er außerdem Senior der Kondominatsherrschaft Degenfeld-Neuhaus.

## Leben
Er war ein Sohn von Christoph Ferdinand I. von Degenfeld (1699–1766) und der Clara Juliana von Gemmingen-Widdern (1699/1700–1766). Der Vater hatte ab 1760 wieder den gesamten Besitz der Degenfeld-Neuhaus auf sich vereint, aber auch aufgrund seiner selbstherrlichen Herrschaft über die Untertanen einen langwierigen Streit mit der Gemeinde Ehrstädt, mit den Lehenshöfen und mit dem Ritterkanton Kraichgau begonnen, den Christoph Eberhard Friedrich und seine beiden Brüder Christoph Ferdinand III. Friedrich (1739–1812) und Reinhard Philipp Friedrich (1722–1784) mit dem Familienbesitz erbten. 
Bei der Erbteilung erhielt er Schloss Neuhaus, Reinhard Philipp Friedrich erhielt den Eulenhof sowie die Eigengüter der Familie in Waibstadt und Unterbiegelhof, und Christoph Ferdinand III. erhielt die württembergische und die wormsische Hälfte von Ehrstädt. Nachdem in den vorangegangenen Generationen vor allem Besitzstreitigkeiten das Bild der Familie geprägt hatten, sorgte nun neben dem für die Eigengüter geltenden Familienfideikommiss auch die Errichtung eines Kondominats für eine größere Einigkeit unter den Brüdern. 1774 konnte ein Vergleich zwischen den Degenfeld-Brüdern und der Gemeinde Ehrstädt erzielt werden, der das Verhältnis zwischen Ortsherrschaft und Untertanen für längere Zeit regelte.
Nach dem Tod seines Bruders Reinhard Philipp 1784 wurde er Senior der Kondominatsherrschaft. Im selben Jahr bekam die Familie das 1722 von der Kurpfalz eingezogene Lehen an einem Drittel von Wagenbach zurück. Mit der Gemeinde Ehrstädt schwelte unterdessen noch der seit Jahrzehnten geführte Streit um die Baulast der Ehrstädter Kirche. Die Kondominatsherren ließen das vollkommen baufällige Kirchenschiff 1784 abreißen. Nur der mittelalterliche Turm blieb erhalten. Zu einem Neubau kam es aber zu Lebzeiten Christoph Eberhards nicht mehr, da sich die weiteren Verhandlungen über die Baulasten sehr lange hinzogen. Nicht nur, dass sich zähe Verhandlungspartner gegenübersaßen, vielmehr hatten die Menschen wegen der schweren Unwetter des Jahres 1784 sowie wegen der Viehseuchen von 1786 und 1789 meist dringendere Probleme. Erst kurz nach Christoph Eberhards Tod konnte eine Einigung über den Kirchenbau gefunden werden, so dass 1793 der Neubau des Kirchenschiffs erfolgte.

## Familie
Er heiratete am 10. Februar 1767 in Mühlhausen an der Enz Sophia Luise Salome von Stain zum Rechtenstein (1740–1811).
Der Ehe entstammten drei Söhne und sechs Töchter, die jedoch nicht alle zu Jahren kamen.
- Sofia Auguste Luise Johanna (1767–1802) ⚭ Karl Friedrich von St. André (1747–1790), 1797 Karl Philipp von Gemmingen (1771–1831)
- Johann Christoph III. (1769–1849) ⚭ Katharina Elisabeth von Grimmel († 1804), Helena Elisabeth von Zoller
- Henriette Charlotte Philippine (1770–1846) ⚭ Joseph August Friedrich von Liebenstein
- Christoph Ferdinand IV. Philipp (1772–1858) ⚭ Augusta von Freystedt (1780–1861)
- Eberhardine Henriette Christiana (1773–1847) ⚭ 1803 Karl Philipp von Gemmingen (1771–1831)
- Christoph Eberhard Friedrich Wilhelm (1776–1809), gefallen in der Schlacht bei Wagram
- Leopoldine Benedicta Juliane (*/† 1777)
- Henriette Wilhelmine Dorothea Juliane (1780–1783)
- Eleonore Clara Sophie (1781–1862) ⚭ Philipp von La Roche-Starkenfels (1770–1842), badischer Generalmajor